# Open 13 2014
Open 13 2014 — тенісний турнір, що проходив на кортах з твердим покриттям у місті Марсель, Франція з 17 лютого. Належав до категорії ATP World Tour 250.

## Фінальна частина

### Одиночний розряд
Ернестс Гулбіс —  Жо-Вілфрід Тсонга 7–6(7–5), 6–4

### Парний розряд
Жульєн Беннето /  Едуар Роже-Васслен —  Пол Генлі /  Джонатан Маррей 4–6, 7–6(8–6), [13–11]